# Eupileta subcaesia
Eupileta subcaesia är en fjärilsart som beskrevs av W. Warren 1906. Eupileta subcaesia ingår i släktet Eupileta och familjen mätare. Inga underarter finns listade i Catalogue of Life.